# Roberto Canessa
Roberto Jorge Canessa Urta, né à Montevideo le 17 janvier 1953, est un cardiologue, homme politique et  sportif uruguayen.
Il est l'un des survivants de la catastrophe aérienne du Vol Fuerza Aérea Uruguaya 571 dans la Cordillère des Andes en 1972.

## Biographie
Roberto Canessa naît le 17 janvier 1953 à Montevideo.
Il étudie au Collège Stella Maris et fait partie de l'équipe de rugby de l'Old Christians Club.
En 1971, il commence ses études à la Faculté de Médecine de l'Université de la République. Il intègre l'équipe de rugby de l'Uruguay, ainsi que l'équipe Sudamérica XV.

### La catastrophe aérienne des Andes

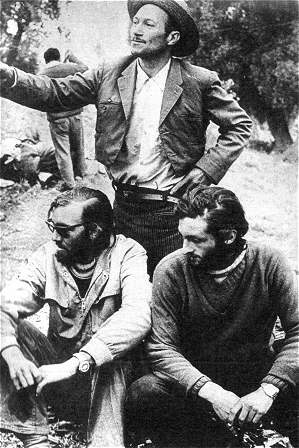
Roberto Canessa (en bas, à droite) et Fernando Parrado, avec l'agriculteur chilien Sergio Catalán en décembre 1972.

En 1972, rescapé de la catastrophe du Vol Fuerza Aérea Uruguaya 571 à l'âge de 19 ans, Roberto Canessa entreprend une traversée héroïque de 10 jours avec son camarade Fernando Parrado à travers la cordillère des Andes pour chercher de l'aide. Ils rencontrent le berger chilien Sergio Catalán le 21 décembre 1972, qui les aide.
Grâce à cet acte héroïque, les rescapés sont sauvés les 22 et 23 décembre 1972.

### Carrière de médecin cardiologue
À la suite de la catastrophe, Roberto Canessa devient médecin, spécialiste de la cardiologie pédiatrique. Depuis 2014, il est vice-président de la Fondation Corazoncitos, au service des enfants atteints de maladies cardiaques congénitales.

### Engagement politique
En 1980, il se rend en Afrique du Sud pour dénoncer l'apartheid.

## Distinctions
En 2007, il reçoit le Prix National de Médecine en Uruguay.
En 2019, il est nommé membre honoraire de l'American College of Cardiology.

## Cinéma
Dans le film Les Survivants (1993), son personnage est interprété par l'acteur Josh Hamilton.
Dans le film Le Cercle des neiges (2023) de Juan Antonio Bayona, adaptation du livre de Pablo Vierci, il est joué par Matías Recalt qui remporte le prix Goya du meilleur espoir masculin à la 38e cérémonie des Goyas. 
Roberto Canessa apparaît dans le film dans le rôle d'un médecin de l'hôpital au Chili, accueillant les survivants de la catastrophe.